# Kwas wigilijny
Kwas wigilijny – polska zupa, której głównymi składnikami są kiszona kapusta, kasza jaglana i suszone grzyby, zwyczajowo podawana z ziemniakami. Wywodzi się z okolic Cyganów, szczególnie popularna jest na Podkarpaciu.

## Historia
Zupa była podawana jako pierwsze danie w czasie wigilii świąt Bożego Narodzenia, stąd wywodzi się jej nazwa. Pochodzi ze wsi Cygany znajdującej się na północy województwa podkarpackiego w pobliżu Tarnobrzega i Nowej Dęby. Zupa była popularna na terenie Puszczy Sandomierskiej i dużej części Podkarpacia oraz Galicji Wschodniej. 15 maja 2014 potrawa została wpisana na polską listę produktów tradycyjnych w kategorii gotowe dania i potrawy w województwie podkarpackim. 

## Sposób przygotowania
Przyrządzenie zupy rozpoczyna się od opłukania kapusty, którą następnie należy obgotować w uzyskanej w czasie płukania tzw. kwaśnej wodzie. Po upływie pół godziny do gotującej się kapusty dodaje się kaszę jaglaną. Należy wygotować to do miękkości. W tym czasie przygotowuje się grzyby, które dzień wcześniej zalewa się wodą. Grzyby gotuje się, odcedza, kroi w cienkie paski i dodaje wraz z połową wywaru grzybowego do kwasu kapuścianego. Na koniec potrawę doprawia się solą. Zwyczajowo kwas wigilijny jest podawany z ziemniakami okraszonymi cebulką i polanymi olejem lnianym (można podać z pieczywem). Po ukończeniu powstaje płynna, nieprzezroczysta i nieklarowana zupa o kwaśnym smaku oraz o zapachu kapusty i grzybów. Zupa może być przechowywana w lodówce i odgrzewana.